# Neopanorpa subreticulata
Neopanorpa subreticulata är en näbbsländeart som beskrevs av Miyamoto och Makihara 1979. Neopanorpa subreticulata ingår i släktet Neopanorpa och familjen skorpionsländor. Inga underarter finns listade i Catalogue of Life.